# Gert Eg
Gert Eg (* 26. února 1954, Dánsko) je bývalý dánský fotbalista, který odehrál celou svou kariéru v dánském klubu Vejle BK a drží klubový rekord v počtu odehraných zápasů.
Byl součástí týmu, který dobyl několik dánských trofejí v 70. a 80. letech 20. století. Dlouhou dobu byl kapitánem mužstva. Dokázal zastat jakoukoli pozici v poli, ale je znám především jako elegantní a inteligentní střední obránce s velkým citem pro hru.